# Pozione

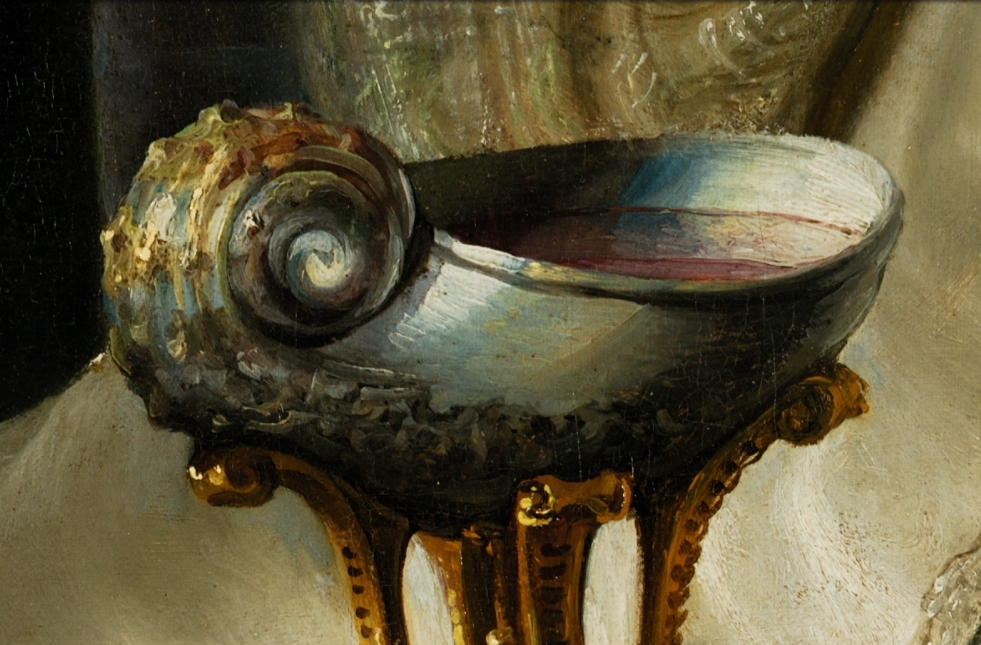
Dettaglio da Artemisia di Rembrandt (1634)

Una pozione (dal latino potio, potionis, medicina o bevanda) è un rimedio terapeutico sotto forma di liquido, o talvolta un veleno. Nell'immaginario collettivo è spesso situata all'interno di un matraccio o di un altro contenitore di forma simile.
Sinonimo di pozione è anche filtro, così chiamato dal latino filtrum, che indicava un panno od un foglio attraverso cui veniva fatto passare, o appunto «filtrato», un determinato liquido al fine di affinarlo e purificarlo. In alchimia poteva essere utilizzato ad esempio per filtrare le tinture o le acque.
Una seconda etimologia derivante dal greco philèo («amare») potrebbe alludere alla sua capacità di fare innamorare una persona, quale afrodisiaco.

## Mitologia
Nella mitologia si annoverano numerose  pozioni magiche, come il cosiddetto elisir di lunga vita, capace di donare l'immortalità a chiunque lo avesse bevuto, e legato ai miti di Enoch, Thot ed Ermete Trismegisto.
Nella mitologia greco-romana funzione magica hanno le acque del Lete, fiume dell'oblio che ritroviamo nella Divina Commedia dantesca, nel Giardino dell'Eden, il Paradiso terrestre, accanto al fiume Eunoè, il fiume della "memoria del bene" (Purgatorio - Canto ventottesimo).  
Nell'Odissea di Omero, invece, si racconta delle pozioni della maga Circe, con le quali tramutò gli uomini di Ulisse in maiali ed altri animali. Sua nipote Medea preparò alcune pozioni per proteggere il suo sposo Giasone, capo della spedizione degli Argonauti alla conquista del vello d'oro.
Appartiene invece alla mitologia dei popoli della Scandinavia l'idromele magico, bevanda prediletta dal dio germanico Odino. Realizzata con miele e sangue, donava grande sapienza a chi la beveva. In ogni epoca poi ci furono filtri d'amore; il più noto è quello che lega, nei poemi cavallereschi, Tristano e Isotta, uniti in una passione proibita.

## Nella cultura di massa

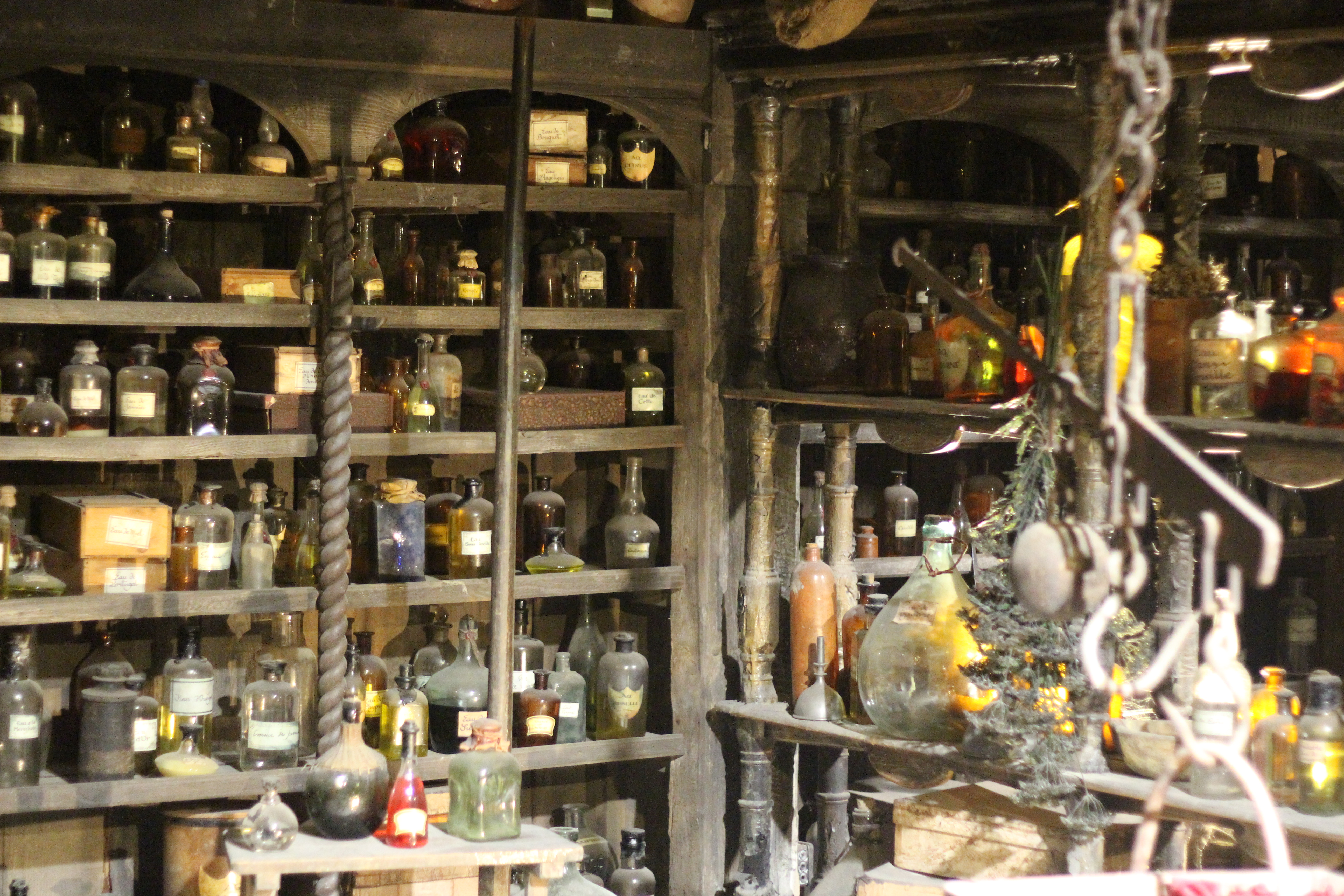
Riproduzione di un antro o fucina con boccette ripiene di pozioni e profumi, al Museo delle Miniature e del Cinema di Lione.

Generalmente le pozioni sono abbinate a personaggi negativi e al mondo della magia, in particolare alla realizzazione di incantesimi e sortilegi tramite apposite formule o rituali. Ad esempio nella serie di libri Harry Potter, Severus Piton è il professore di "Pozioni", mentre nel romanzo Lo strano caso del Dr. Jekyll e di Mr. Hyde, il protagonista, Henry Jekyll, si trasforma in Mr. Hyde mediante una pozione.
In molti videogiochi, invece, le pozioni possono essere usate dal protagonista (che rappresenta il bene) per guarirsi dopo aver subito una ferita. Alcune delle serie di videogiochi in cui sono presenti le pozioni sono Final Fantasy e Diablo. Le pozioni sono inoltre molto frequenti anche in tutti i titoli della serie Pokémon.

### Letteratura

Il filtro d'amore, di Evelyn De Morgan (1903).

Nella letteratura il motivo della pozione magica è ripreso in diverse opere. Per citarne alcune: la mesopotamica Epopea di Gilgameš (la "pianta della giovinezza"); la tragedia Medea di Euripide; il romanzo Le metamorfosi o L'asino d'oro di Apuleio (la pozione magica di rose); la novella Jullanar del Mare nella raccolta Le mille e una notte (con la strega-regina Lab). Nell'Eneide di Virgilio (VI, 420) la Sibilla Cumana getta al mostro infernale Cerbero una focaccia soporifera per addormentarlo e rendere così libero il passaggio a sé e a Enea.
Funzione magica hanno la «fontana dell'odio» e la «fontana dell'amore» nell'Orlando Innamorato di Matteo Maria Boiardo e nell'Orlando furioso di Ludovico Ariosto, due poemi cavallereschi. Nella tragedia Romeo e Giulietta di William Shakespeare è frate Lorenzo a preparare, per Giulietta, una pozione magica con funzioni narcotiche. La mandragola è invece alla base di una pozione magica nella commedia intitolata appunto Mandragola di Niccolò Machiavelli. Frequente è poi la  presenza della pozione magica nella fiaba, come in Biancaneve (la mela avvelenata per metà). Nella storia a fumetti di Asterix il gallico, il druido Panoramix prepara una pozione magica, a effetto temporaneo, per rendere più forti e invincibili gli abitanti di un paesino celtico, per resistere così all'invasione romana.